# Jerónimo de Ortal
Jerónimo de Ortal, oft auch Jerónimo (oder Hierónimo) Dortal (* um 1500 in Spanien; † nach 1541 in Santo Domingo) war ein spanischer Konquistador und der erste ordentlich bestellte Gouverneur der Provinz Paria.

## Teilnahme an der Erkundung des Rio Orinoko
Jerónimo de Ortal wird zum ersten Mal als Teilnehmer der Entrada des Diego de Ordáz am Rio Orinoko erwähnt. An dieser Unternehmung nahm er als Offizier und Schatzmeister (tesorero) teil und gehörte zu Ordáz´ engeren Vertrauten. Es ist deshalb wahrscheinlich, dass er – wie sein Intimus Alonso de Herrera – als Gefolgsmann von Ordáz bereits an der Eroberung Mexikos unter Hernán Cortés teilgenommen hat. Bei der von 1531 bis 1532 dauernden Fahrt am Orinoko wurde von Europäern zum ersten Mal das Hinterland der heute zu Venezuela gehörenden Küstenregion erkundet, die von den Einheimischen Paria genannt wurde. Nach dem Tod des Diego de Ordáz bemühten sich Alonso de Herrera und Jerónimo de Ortal um die Statthalterschaft der Provinz Paria. Während Herrera vom Appellationsgericht in Santo Domingo provisorisch zum Gouverneur von Paria ernannt wurde, begab sich Ortal zum Hof in Spanien.

## Gouverneur der Provinz Paria
Es ist nicht ganz klar, ob die Provinz Paria schon vorher von der Krone ausgewiesen worden war, oder ob sie auf Betreiben von Ortal und Herrera gegründet wurde. Der Gouverneur der angrenzenden Insel Trinidad und die Siedler auf der Insel Cubagua erhoben zwar Anspruch auf die Festlandsseite vor ihren Besitzungen, besaßen aber keine gültigen Rechtstitel. Und Diego de Ordáz hatte zwar gewaltsam seine Herrschaftsansprüche über Paría gegen Antonio Sedeño durchgesetzt, den Gouverneur von Trinidad, besaß aber ebenfalls keine Rechtstitel für diese Region, denn Ordáz war offiziell Gouverneur der „Provinz der Inseln im Rio Marañón“, also der Amazonasmündung.
Jerónimo de Ortal wurde 1533 von der Krone – zum also sehr wahrscheinlich ersten – Gouverneur der Provinz Paria ernannt, deren Grenzen vom Golf von Paria bis weit nach Westen zum Cabo Codera festgelegt wurden. Der einzige feste spanische Stützpunkt in der Provinz war Fort Paria im gleichnamigen Golf, eine Festung aus Holzpalisaden, die Antonio Sedeño 1530 errichtet hatte. Ortal kehrte im Oktober 1534 mit einem gut ausgerüsteten Konquistadorenheer nach Fort Paria zurück, wo Alonso de Herrera auf ihn wartete.

## Suche nach den Provinzen am Meta
Ihr Ziel war die Fortsetzung der gescheiterten Expedition von Ordáz. Informationen der Einheimischen wiesen auf ein oder zwei indigene "Gold-Reiche" im Quellgebiet des Orinoko hin, die als "Provinzen am Meta" bezeichnet wurden. Ortal schickte Herrera mit dem Großteil des Heeres vor, um jenseits des lebensfeindlichen Orinoko-Deltas einen Stützpunkt zu errichten und dort auf ihn und weitere Verstärkungen zu warten, die im Frühjahr 1535 ankommen sollten. Wegen der zunehmenden Feindseligkeit der Einheimischen musste Ortal Fort Paria aufgeben. Er zog sich auf die Insel Trinidad zurück, die im Sommer 1534 von Sedeño nach Angriffen der Indigenen geräumt worden war.
1535 kehrten die wenigen Überlebenden von Herreras Heer unter dem Kommando von Alvaro de Ordáz, einem Neffen von Diego de Ordáz, an die Küste zurück. Ortal verließ die Orinokoregion und gründete an der Nordküste eine Siedlung namens Sanct Miguel de Neverí in der Nähe des heutigen Barcelona. Von der Westgrenze seiner Provinz aus versuchte er mit einem neuen Heer die Provinzen am Meta auf dem Landweg zu erreichen. Bereits in der Vorbereitungsphase kam es zu Zusammenstößen mit den Truppen von Antonio Sedeño, die eine bewaffnete Expedition mit dem gleichen Ziel unternahmen. Etwa 200 km landeinwärts meuterten Ortals Truppen und setzten die Expedition 1536 ohne ihn fort. Die Gouverneurswürde scheint er danach nicht mehr ausgeübt zu haben.

## Königlicher Beamter auf Cubagua und Tod
Völlig verarmt ließ sich Ortal auf Cubagua nieder, wo er, bis kurz vor seinem Tod, „viele Jahre“ bleiben würde. Als königlicher contador zählte er dann bald wieder zur Elite der Stadt und erlangte durch die Organisation von illegalen Sklavenjagden wieder relativen Wohlstand. Während einer Gerichtsverhandlung in Santo Domingo „nahm er sich eine üppige Geliebte“. Bei der Siesta auf dem Balkon ihres Hauses verstarb er an einem Herzinfarkt.
Auf Cubagua freundete er sich mit dem Chronisten Juan de Castellanos an, der ab 1541 einige Jahre auf der Insel lebte. Ihm verdanken wir eine Beschreibung des Konquistadors: „Er war eher grazil von Statur und in seinen Bewegungen, hatte ein schönes Gesicht und fröhliche Augen. Viele sagen, er sei ein böser Mensch gewesen, aber ich habe ihn als guten Mann kennengelernt.“